# Steske
Steske so naselje v Mestni občini Nova Gorica.